# Musée Fernand Léger
Musée Fernand Léger eller Musée national Fernand-Léger är ett franskt statligt konstmuseum i Biot, som är tillägnat Fernand Légers konstnärskap.

## Historik
Strax före sin död 1955 hade Fernand Léger skaffat sig egendomen Mas Saint-André utanför Biot, i närheten av Antibes, med avsikt att ställa upp polykroma keramikskulpturer i trädgården. Efter hans död beslöt hans änka Nadia Léger (död 1982) och assistenten/vännen Georges Bauquier att uppföra ett museum på denna plats för att presentera Fernad Legérs konstnärskap. Konstnären efterlämnade vid sin död ett stort antal verk i sin ateljé i Gif-sur-Yvette utanför Paris. Bland dessa fanns verk som övergetts av Léger under arbetets gång, verk under slutförande och inte minst verk som Léger inte ville skilja sig ifrån.
Museet ritade av Andreï Svetchine och invigdes 1960. Övre delen av sydfasaden kläddes med en stor mosaik, som färdigställdes efter skisser till en mosaik som Léger lämnade efter sig och som ursprungligen varit avsedd för en velodrom i Hannover i Tyskland. Museet var från början ägt av Nadia Léger och Georges Bauquier, men erbjöds 1967 till staten tillsammans med 348 verk. Det återinvigdes som ett statligt museum 1969 med de tidigare ägarna som chefer på livstid. Nadia Léger dog 1982 och Bauquier gick i pension 1993.
Samlingarna har senare utökats med verk ur Nadia Légers och Georges Bauquiers privata samlingar. Från 1994 har museets samlingar också utökats genom egna inköp av teckningar samt depositioner av Musée national d'art moderne i Paris.
År 1990 gjordes en större utbyggnad av museet, vilken fördubblade utställningsytan.

## Samlingar
Museet förfogar över den största befintliga samlingen av verk av Fernand Léger. Verken är av olika slag: målningar, teckningar, keramiska konstverk, bronsskulpturer och gobelänger. I samlingen ingår målningar som Le 14 juillet (1914), Le Déjeuner (1920), Le Grand Remorqueur (1923), Composition à la feuille (1927), La Joconde aux clés (1930), Adam et Ève (1934), Les Loisirs sur fond rouge (1949), Les Constructeurs (1950) och La Grande Parade sur fond rouge (1954).